# HD 102350
Désignations
HD 102350, également désignée HR 4522, est une étoile de la constellation australe du Centaure. Elle est visible à l'œil nu et sa magnitude apparente est de 4,11. Il s'agit d'une étoile géante lumineuse ou supergéante jaune distante d'environ 390 années-lumière de la Terre.

## Environnement stellaire
HD 102350 présente une parallaxe annuelle de 8,37 ± 0,17 mas telle que mesurée par le satellite Hipparcos, ce qui permet d'en déduire qu'elle est distante de 390 ± 8 a.l. (∼ 120 pc). Elle se rapproche du Système solaire à une vitesse radiale héliocentrique de −3 km/s. Sa magnitude absolue vaut -1,51.
L'étoile possède un compagnon de treizième magnitude recensé dans le catalogue d'étoiles doubles de Washington. En date de 2015, il était localisé à une distance angulaire de 23,6 secondes d'arc et à un angle de position de 325°. Il s'agit d'un objet distant qui n'est pas lié à HD 102350,.

## Propriétés
HD 102350 est une étoile jaune évoluée qui est classée comme une géante lumineuse de type spectral G0II ou comme une étoile ayant une classe de luminosité intermédiaire entre une géante lumineuse et une supergéante de type G5Ib/II. C'est l'une des étoiles les moins variables observées par le satellite Hipparcos, même si des études antérieures avaient pu suggérer qu'elle serait une variable céphéide. L'étoile s'est étendue jusqu'à ce que son rayon devienne 22 fois plus grand que celui du Soleil. Sa luminosité est 283 fois supérieure à celle du Soleil et sa température de surface est de 5 051 K.